# Ergo Lebensversicherung
Ergo Lebensversicherung AG (wcześniej Hamburg-Mannheimer Versicherumgs-AG) – niemiecka spółka z siedzibą w Hamburgu. Jeden z największych zakładów ubezpieczeniowych w Niemczech. Założona została w 1899 roku, a od ponad 80 lat zajmuje się świadczeniami emeryturami. 
- kapitał własny 404 mln €
- lokaty kapitałowe 32 mld €
- roczny przypis składki: 2,65 mld €
- wypłacane świadczenia: 3,6 mld €
- liczba zawartych ubezpieczeń: ponad 5,95 mln.